# Elecciones provinciales de La Rioja (Argentina) de 1931
Las elecciones provinciales de la provincia de La Rioja de 1931 tuvieron lugar el domingo 8 de noviembre del mencionado año, al mismo tiempo que las elecciones presidenciales y legislativas a nivel nacional, siendo las octavas elecciones provinciales desde la instauración del sufragio secreto en Argentina. Sin embargo, se realizaron después del golpe de Estado de septiembre de 1930, que instauró una dictadura militar encabezada por José Félix Uriburu, la cual inauguró el régimen denominado Década Infame, que se extendería hasta 1943 y que se caracterizaría por la victoria de gobiernos conservadores por medio de fraude electoral.
En ese contexto, Carlos Arcadio Vallejo, de la Unión Cívica Radical Antipersonalista (UCR-A), triunfó abrumadoramente apoyado por el Partido Demócrata Nacional (PDN), en la coalición Concordancia, que obtuvo los 18 escaños de la Legislatura Provincial. Ante el boicot de la Unión Cívica Radical (UCR), partido gobernante antes del golpe, el Partido Socialista (PS), que concurría en una coalición con el Partido Demócrata Progresista (PDP) denominada Alianza Civil, quedó en segundo lugar con el 11.58% de los votos, sin obtener ningún diputado. La participación fue del 77.12% del electorado registrado.

## Resultados

### Gobernador y Vicegobernador
|  | 47.82 % |

|  | 45.32 % |

|  | 6.86 % |

|  | 98.46 % |

|  | 1.54 % |

|  | 100.00 % |

|  | 77.12 % |

### Cámara de Diputados

#### Nivel general
|  | 48.02 % |

|  | 40.40 % |

|  | 11.58 % |

|  | 97.49 % |

|  | 2.51 % |

|  | 100.00 % |

|  | 77.12 % |

#### Diputados por departamento
| Departamento                       | Diputado                 | Partido | Partido                               |
| ---------------------------------- | ------------------------ | ------- | ------------------------------------- |
| Arauco                             | Ángel Molina Torres      |         | Unión Cívica Radical Antipersonalista |
| Castro Barros                      | Lucas de la Puente Nieto |         | Unión Cívica Radical Antipersonalista |
| Capital, Sanagasta e Independencia | Juan José Romero         |         | Unión Cívica Radical Antipersonalista |
| Capital, Sanagasta e Independencia | Enrique T. Díaz          |         | Unión Cívica Radical Antipersonalista |
| Chilecito                          | Arturo Molina Videla     |         | Unión Cívica Radical Antipersonalista |
| Chilecito                          | Héctor M. Albrieu        |         | Unión Cívica Radical Antipersonalista |
| Famatina                           | Rosendo Ocampo           |         | Unión Cívica Radical Antipersonalista |
| General Belgrano                   | José T. Luna             |         | Unión Cívica Radical Antipersonalista |
| Gobernador Gordillo                | Abdon Corzo              |         | Unión Cívica Radical Antipersonalista |
| General Lamadrid                   | Aníbal Calarota Marino   |         | Partido Demócrata Nacional            |
| General Lavalle                    | Eleidor Astorga          |         | Unión Cívica Radical Antipersonalista |
| General Ortiz de Ocampo            | Ángel Díaz               |         | Partido Demócrata Nacional            |
| General Roca                       | Juan S. Llanos           |         | Partido Demócrata Nacional            |
| General Sarmiento                  | Benigno S. Alaniz        |         | Partido Demócrata Nacional            |
| Pelagio Luna                       | Abelardo de la Colina    |         | Unión Cívica Radical Antipersonalista |
| Rivadavia y General San Martín     | Juan Carlos Gómez        |         | Partido Demócrata Nacional            |
| Rivadavia y General San Martín     | Ernesto Ocampo           |         | Partido Demócrata Nacional            |
| Vélez Sarsfield                    | Francisco Peñaloza       |         | Unión Cívica Radical Antipersonalista |